# Federico Lestini
Federico Lestini (Pescara, 18 febbraio 1983) è un cestista italiano.

## Carriera
Ala di 205 cm per 104 kg, fratello della pallavolista Monica Lestini, è cresciuto nelle giovanili della Viola Reggio Calabria con cui debuttò anche nella massima serie.
Nel 2002-03 è stato ceduto in prestito in B1 a Patti, mentre nelle quattro stagioni successive ha sempre disputato il campionato di Legadue rispettivamente con le canotte di Fabriano, Sassari, Ferrara e Reggio Calabria, la quale fallì poi a fine anno.
L'annata 2007-08 fu quella del trasferimento alla Virtus Bologna, ma a metà stagione fu girato alla Pallacanestro Cantù sempre in Serie A. Iniziò alla Virtus anche l'anno seguente, ma anche in questo caso fu prestato a stagione in corso, questa volta a Brindisi in Legadue.
Nel mese di maggio del 2009 subì un incidente e dovette stare fermo per alcuni mesi.
Nel gennaio 2010 viene ingaggiato dalla Fulgor Libertas Forlì, squadra appartenente al campionato di Serie A Dilettanti.
Durante le finali di coppa Italia di A Dilettanti segna in semifinale 20 punti contro Barcellona e 25 in finale contro la Fortitudo Bologna.
Nel corso dei playoff promozione contro Treviglio cade male, si rompe il legamento crociato e termina anticipatamente la sua stagione. Rientra dopo oltre 6 mesi di stop, ma nel gennaio 2011 Forlì cambia allenatore, così Lestini il mese successivo viene mandato in prestito a Rieti non rientrando nei progetti del nuovo coach Nenad Vučinić. Nella stagione successiva, nonostante fosse inizialmente fuori rosa con un contratto ancora in essere, è stato reintegrato ma ha collezionato solo 7 presenze.
Reduce da un grave infortunio, nel gennaio 2014 scende in Serie C e vince il campionato con la canotta di Pescara, squadra della sua città natale.